# Кувана (Міє)

Кува́на (яп. 桑名市, くわなし, МФА: [kuwana ɕi̥]?) — місто в Японії, в префектурі Міє. Розташоване в північно-східній частині префектури, на берегах затоки Ісе, у гирлі річки Ібі.   Виникло на основі призамковгого, портового і постоялого містечка раннього нового часу на Східноморському шляху. Протягом 17 — 19 століття належало самурайським родам Хонда та Мацудайра.. Отримало статус міста 1937 року. Площа становить 136,61 км². Станом на 1 серпня 2011 року населення складало 140 533  осіб, густота населення — 1030 осіб/км².  Основою економіки є рибальство, суднобудування, машинобудування, металургія, комерція, туризм. Складова Наґойського промислового району. Традиційні ремесла — гончарство, обробка мушлі, виготовлення меблів. В місті розташовані численні синтоїстські святилища та буддистські монастирі. 